# Euobraztsovia chionodelta
Euobraztsovia chionodelta är en fjärilsart som beskrevs av Edward Meyrick 1911. Euobraztsovia chionodelta ingår i släktet Euobraztsovia och familjen vecklare. Inga underarter finns listade i Catalogue of Life.